# Argidia rosacea
Argidia rosacea là một loài bướm đêm trong họ Noctuidae.